# Krystyna Skuszanka

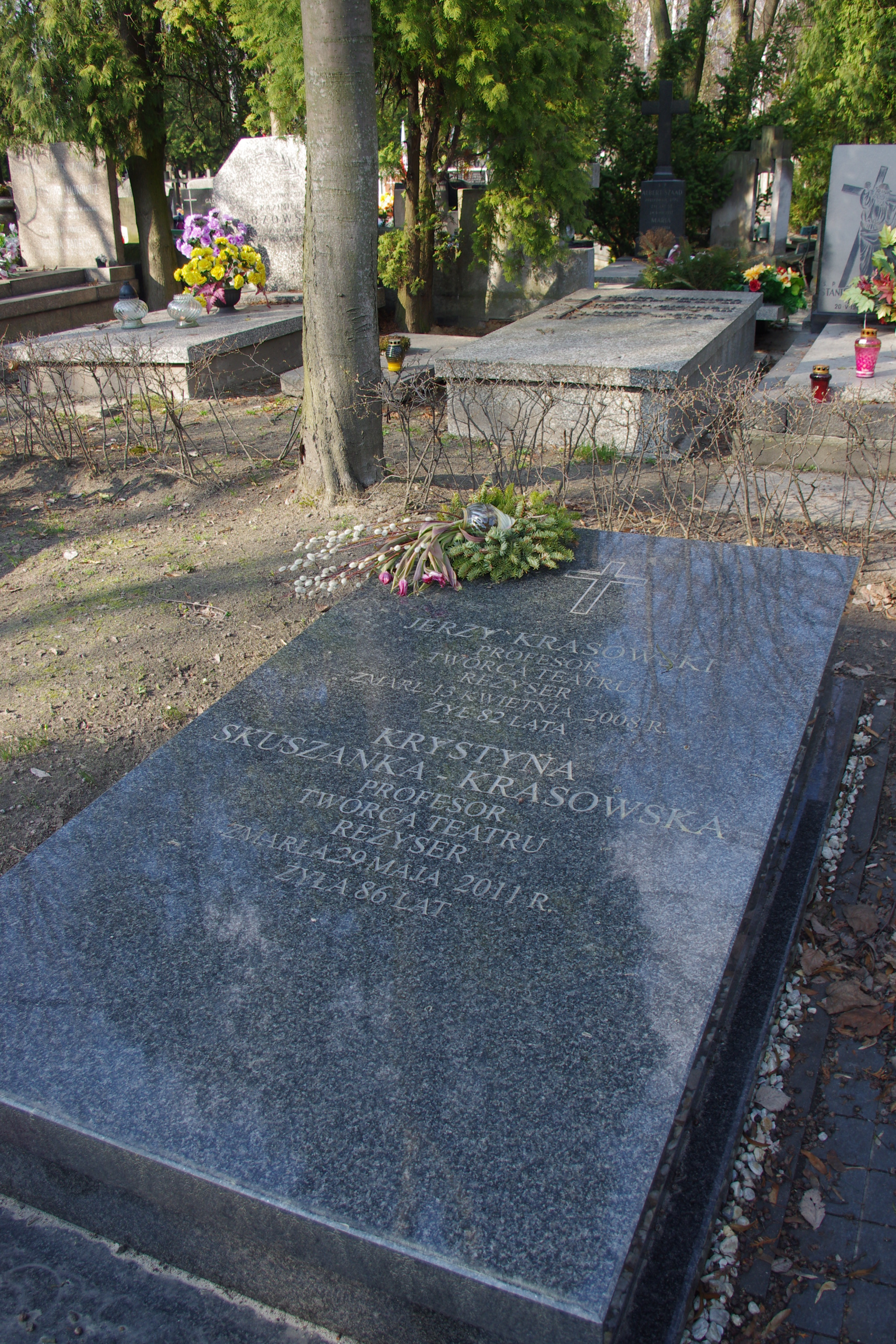
Grób aktora Jerzego Krasowskiego (1925–2008) i reżyserki Krystyny Skuszanki-Krasowskiej (1924-2011) na Wojskowych Powązkach w Warszawie

Krystyna Skuszanka, właściwie Krystyna Urszula Skucha-Krasowska (ur. 24 lipca 1924 w Kielcach, zm. 29 maja 2011 w Łomiankach) – polska reżyser teatralna oraz dyrektor teatrów (m.in. Teatru Ludowego w Krakowie).

## Życiorys
W latach 1945–1946 była uczestniczką Studia Starego Teatru w Krakowie. W 1949 r. została absolwentką filologii polskiej na Uniwersytecie Poznańskim, a w 1952 r. ukończyła z dyplomem reżyserskim warszawską Państwową Wyższą Szkołę Teatralną. Jej debiutem reżyserskim była sztuka pt. Sztorm Władimira Billa-Białocerkowskiego w Państwowym Teatrze Ziemi Opolskiej, gdzie niebawem została kierownikiem artystycznym.
W 1955 r. została dyrektorem i kierownikiem artystycznym nowo powstającego w Nowej Hucie Teatru Ludowego, który prowadziła (wraz z mężem, Jerzym Krasowskim) do 1963 r., po czym razem przenieśli się do Teatru Polskiego w Warszawie.
W latach 1965–1971 była dyrektorem Teatru Polskiego we Wrocławiu, by w 1972 r. powrócić do Krakowa i objąć dyrekcję Teatru im. J. Słowackiego. Była również wykładowcą w krakowskiej Państwowej Wyższej Szkole Teatralnej. W 1979 została profesorem nadzwyczajnym. W latach 1983–1990, wraz z mężem, objęła Teatr Narodowy w Warszawie, gdzie była kierownikiem artystycznym, a także reżyserowała. Od 1968 stale współpracowała również z teatrami norweskimi, m.in. w Oslo, Bergen i Stavanger.
Pochowana została w Alei Zasłużonych na Cmentarzu Wojskowym na Powązkach w Warszawie (kwatera A30-tuje-5).
Do ważniejszych prac reżyserskich Krystyny Skuszanki należą:
- 1956 – Balladyna J. Słowackiego
- 1959 – Burza W. Szekspira
- 1962 – Dziady A. Mickiewicza
- 1973 – Lilla Weneda J. Słowackiego
- 1978 – Akropolis S. Wyspiańskiego

Reżyserowała również spektakle Teatru Telewizji:
- 1963 – Sprawiedliwość w Kioto Władysława Orłowskiego
- 1964 – Burza W. Szekspira
- 1967 – Czarowna noc S. Mrożka
- 1967 – Zbrodnia przy ulicy Laurcine E. Labiche
- 1971 – Orfeusz A. Świrszczyńskiej
- 1973 – Krzysztof Kolumb M. de Ghelderode
- 1974 – Wariatka z Chaillot J. Giraudoux
- 1976 – Lilla Weneda J. Słowackiego

## Nagrody i odznaczenia[3]
W 1953 otrzymała nagrodę państwową III stopnia, w 1958 nagrodę Krytyki Teatralnej, w 1962 nagrodę resortową. W 1972 została laureatką Nagrody miasta Wrocławia, a w 1977 została laureatką Nagrody Miasta Krakowa.
- Krzyż Komandorski Orderu Odrodzenia Polski
- Krzyż Kawalerski Orderu Odrodzenia Polski
- Order Sztandaru Pracy II klasy
- Złoty Krzyż Zasługi
- Medal 40-lecia Polski Ludowej[5].